# Neachandella desis
Neachandella desis är en fjärilsart som beskrevs av Diakonoff 1954. Neachandella desis ingår i släktet Neachandella och familjen fransmalar. Inga underarter finns listade i Catalogue of Life.